# Jastrzębie-Zdrój
Jastrzębie-Zdrój ( [jasˈtʂɛ̃bʲɛ ˈzdruj]IPA, slezsky Jastrzymbie-Zdrōj / Jastrzymbje-Zdrůj [jaʃˈtʃɨmbʲe ˈzdruj], německy Bad Königsdorff-Jastrzemb, česky Lázně Jestřebí) je město a městský okres v jižním Polsku ve Slezském vojvodství. Leží přímo u českých hranic na historickém území Horního Slezska a je druhým největším městem Rybníckého uhelného okruhu. Žije zde přibližně 83 tisíc obyvatel. V roce 2015 zde žilo 90 283 obyvatel.

## Dějiny

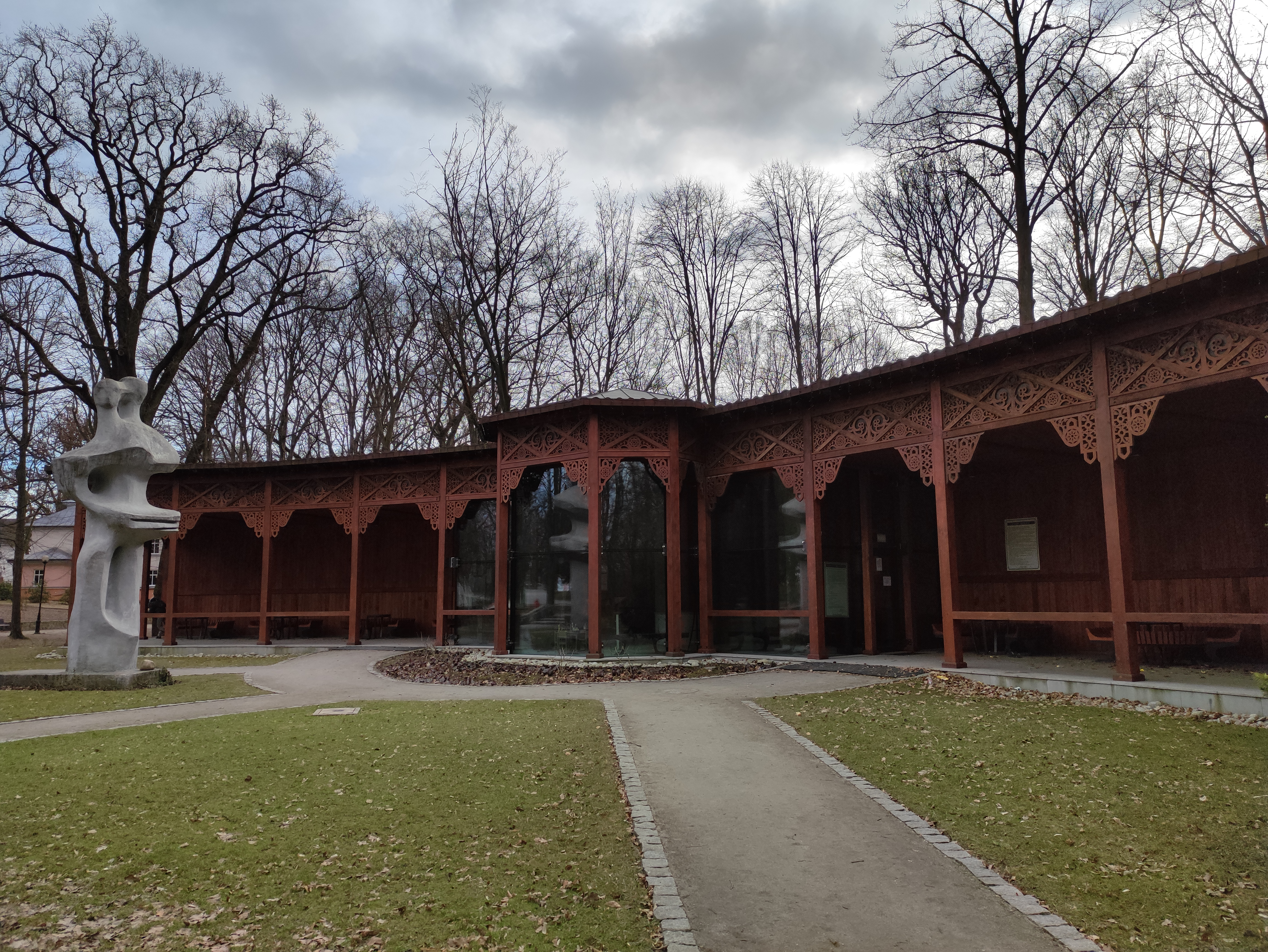
Lázeňský park Jastrzębie-Zdrój

Město Jastrzębie-Zdrój v současné podobě vzniklo až ve druhé polovině 20. století. Jeho základem je dávná vesnice Jastrzębie Dolne (Nieder Jastrzemb), poprvé zmiňovaná v roce 1376, která patřila zpočátku ratibořskému knížectví a pak mezi lety 1502 až 1809 vladislavskému stavovskému panství.
Roku 1859 zde byly při hledání uhlí objeveny prameny léčivé jodobromové solanky. O dva roky později koupil vesnici hrabě Felix von Königsdorff, který začal s výstavbou prvních lázeňských objektů. Jastrzębie, přejmenované na Bad Königsdorff-Jastrzemb, se stalo ve druhé polovině 19. století jedním z hlavních lázeňských míst ve Slezsku. Další rozvoj obce souvisel se jménem Mikołaje Witczaka, majitele lázní v letech 1896–1918, a později jeho synů, Mikołaje a Józefa. V roce 1922 se Jastrzębie spolu s celým východním Horním Slezskem stalo součástí polského státu.
Novou kapitolu v dějinách otevírají 50. léta 20. století a objevení rozsáhlých ložisek černého uhlí v okolí obce. Výstavba prvního dolu – Jastrzębie – začala v roce 1956 a trvala pět let. V roce 1963 získalo Jastrzębie-Zdrój (oficiální název zavedený po roce 1945) městská práva. Východně od lázeňské čtvrti vznikl komplex panelových sídlišť podle návrhu architekta Zygmunta Winnického z roku 1961. Šlo o nové modelové socialistické město prohlášené dobovou propagandou za město mládí, práce a míru. Původní projekt nebyl však nikdy plně realizován, nebyla kromě jiného postavena futuristická centrální čtvrť s mrakodrapy a talířovitou budovou kulturního centra.
V roce 1972 došlo k připojení obce Jastrzębie Górne a následně v roce 1975 obcí Bzie, Borynia, Szeroka, Moszczenica a Ruptawa, čímž město získalo dnešní rozlohu. Počet obyvatel dosáhl na konci 70. let sto tisíc (nejvíce v roce 1991 – 104 594).
Důl Zofiówka (tehdy Manifest Lipcowy) se zapsal do dějin jako jedno z dějišť dělnických protestů v letech 1980 a 1981. Dne 3. září 1980 byla podepsána dohoda mezi komunistickou vládou a místní Solidaritou známá pod názvem jastrzębská dohoda. Stávka o rok později, během výjimečného stavu, skončila násilnou pacifikací.

## Současnost
Rozvoj hornictví způsobil zánik solankových pramenů. Oficiální lázeňský status byl městu odebrán v říjnu 2007 a zašlou slávu Bad Königsdorffu připomínají už jen architektonické památky dávné lázeňské čtvrti a slovo Zdrój (Lázně) v názvu města.
V současnosti hraje hlavní úlohu průmysl. Na území města se nacházejí tři fungující černouhelné doly – Jas-Mos (původní důl Jastrzębie, zprovozněný 1962), Borynia (1971) a Zofiówka (1969) – organizačně spojené v roce 2013 jako Důl Borynia-Zofiówka-Jastrzębie, a také část důlních polí dolu Pniówek (1974). Všechny patří společnosti Jastrzębska Spółka Węglowa (Jastrzębská uhelná společnost), jednomu ze tří největších uhelných podniků v Polsku (vedle společnosti Kompania Węglowa a Katovického uhelného holdingu). Ve městě byly také vytvořeny subzóny Katovické zvláštní ekonomické zóny. Míra nezaměstnanosti v červnu 2016 činila 6,5 %.
Jastrzębie-Zdrój tvoří jako součást Rybníckého uhelného okruhu konurbaci s městy Rybníky (Rybnik), Vladislav (Wodzisław Śląski) a Žárov (Żory). Pokračováním této konurbace na české straně je ostravská aglomerace.
Západně od města prochází severojižní dálnice A1, na niž navazuje česká dálnice D1. V roce 1997 byl zastaven provoz na železničních tratích do Vladislavi a Žibřidovic (Zebrzydowice), o čtyři roky později pak na trati do Slezských Pavlovic (Pawłowice Śląskie) – v současnosti je Jastrzębie největším městem ve střední Evropě bez železničního spojení.
Přestože se město nachází na pruské straně někdejší prusko-rakouské hranice, tedy mimo historické Těšínsko, patří k Euroregionu Těšínské Slezsko. Partnerskými městy jsou mj. Havířov a Karviná.